# بیمارستان امام موسی کاظم (ماهشهر)
بیمارستان امام موسی کاظم (ع) واقع در استان خوزستان، شهرستان ماهشهر فاز۷ می باشد بیمارستانی است عمومی و وابسته به سازمان تأمین اجتماعی با ۹۶ تخت ثابت که در سال ۱۳۹۲شمسی تأسیس گردید؛ و دارای بخش‌های اورژانس، CCU,ENT، ارتوپدی، ارولوژی، دندانپزشکی، اطفال، جراحی زنان و زایمان، جراحی عمومی، داخلی، نوزادان، اتاق عمل، پست پارتوم، زایمان و دیگر واحدهای پاراکلینیک و درمانگاهی می‌باشد. آدرس بیمارستان امام موسی کاظم: بندر ماهشهر فاز۷ جنب پل دانشگاه فاز۷ بندر ماهشهر 